# 迪姆拉烏帕齊拉
迪姆拉乌帕齐拉是孟加拉国尼爾帕馬里縣的一个乌帕齐拉，位於朗布爾专区的尼爾帕馬里縣。。

## 人口
據1991年孟加拉國人口普查，迪姆拉共有戶數36,440戶，人口187696人。其中男性佔比51.24%，女性佔比48.76%；成年人口91,421人。該地7歲以上人口之平均識字率為19.4%。